# Cacute (paroisse civile)
Pour les articles homonymes, voir Cacute.
Cacute est l'une des cinq divisions territoriales et statistiques dont l'une des quatre paroisses civiles de la municipalité de Rangel dans l'État de Mérida au Venezuela. Sa capitale est Cacute.